# Мала Курильська гряда
Мала Курильська гряда (рос. Малая Курильская гряда, яп. 小千島列島) — група островів з 6 великих та декількох дрібних островів і скель у Тихому океані, що фактично входять до складу Росії. Відносяться до складу Южно-Курильського району Сахалінської області. Належність островів оспорюється Японією, яка їх включає до округу Немуро префектури Хоккайдо, а острови Хабомай — ще й до міста Немуро, центру округу.

## Географія

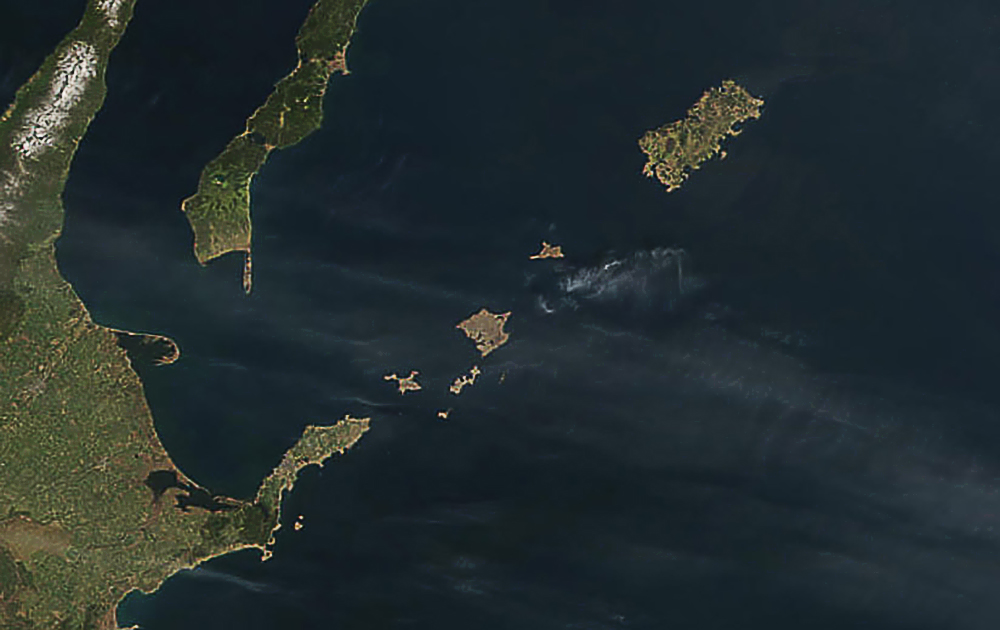
Мала Курильська гряда

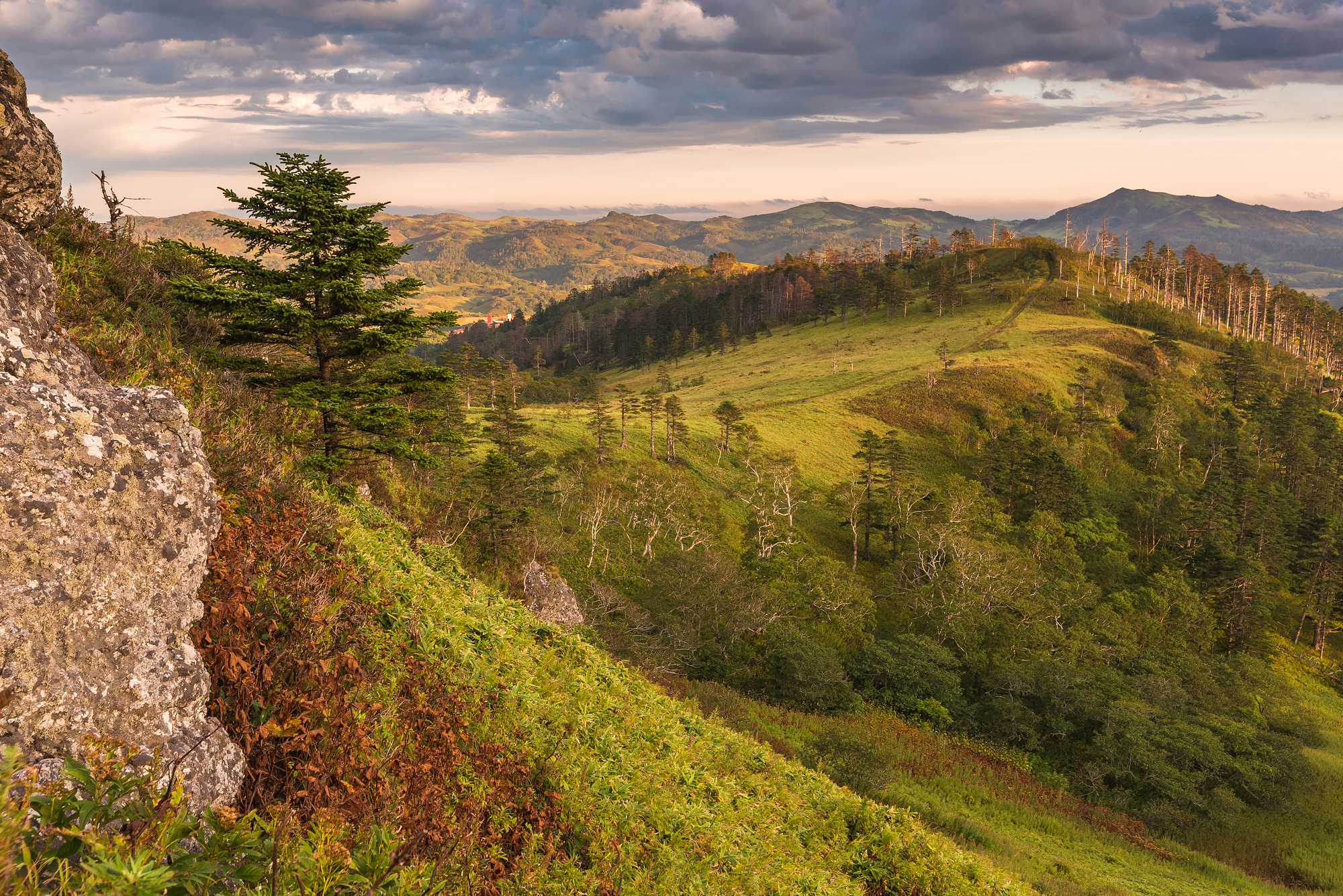
Острів Сікотан

Мала Курильська гряда складається з островів Хабомай та острова Сікотан, і простягається від острова Хоккайдо на схід, паралельно до Великої Курильської гряди. Протяжність гряди — близько 100 км. Загальна площа — 360,85 км². 
Поверхня здебільшого рівнинна або полого-горбиста. На острові Сікотан поширені ялицево-смерекові ліси та рідколісся, а також чагарникові зарості, на інших островах ліси відсутні. Максимальна висота — 405,0 м. 
Клімат помірний морський з сильним впливом тихоокеанських мас, із прохолодним літом та м'якою зимою. 
На островах Малої Курильської гряди розташовані державний природний заказник федерального значення «Малі Курили» та державний природний заповідник «Курильський».

## Історія
У середині XVII століття острови Малої Курильської гряди почали освоювати японці, після того, як 1643 року голландський мореплавець Мартен Ґеррітсен де Вріїз, вийшовши з Наґасакі на флейті «Кастрікум», та став першим європейцем який побував на Курильських островах. Він також дав назву двом з них: «Штати» (Ітуруп) та «Компанія» (Уруп). 
На межі XVII–XVIII століть Росія, після приєднання Камчатки Володимиром Атласовим у 1697 році, почала також втручатися у справи Курил, тому періодично відбувалися зіткнення між японцями та росіянами. У 1855 році Російська та Японська імперії вперше офіційно розділили Курильські острови та Сахалін. За Сімодським трактатом до Японії відійшли острів Шикотан та острови Хабомай.
У 1875 році в Петербурзі було укладено нову угоду, за якою Росія поступилася Японії всіма Курильськими островами в обмін на Сахалін. Після російсько-японської війни 1904-1905 років до Японії був приєднаний також Південний Сахалін.

### Територіальна суперечка
Територіальна суперечка між Японією та Росією, щодо приналежності островів Малої Курильської гряди, виникла в результаті окупації островів радянськими військами в 1945 року під час японсько-радянської війни. До окупації острови входили до складу округу Немуро префектури Хоккайдо, Японія. Після окупації вони були інкорпоровані до складу Южно-Курильського району Сахалінської області РРФСР. Японія не визнає російського суверенітету над островами, оскільки вважає їх своїми. Так під час підписання Сан-Франциської мирної угоди 1951 року зі союзниками, Японія відмовилася від Курил та Південного Сахаліну, однак не визнала радянського суверенітету над ними. СРСР, правонаступником якого є Росія, Сан-Франциську угоду не підписав, вважаючи Курили своїми на підставі домовленостей союзників в ході Другої світової війни. Вирішення суперечки в міжнародних судових інстанціях блокується Росією. Територіальний диспут є головною перепоною для укладання мирного договору між Японією та Росією після Другої світової війни, стримуючи розвиток японсько-російських відносин.
Європейський парламент в резолюції «Відносини між ЄС, Китаєм і Тайванем і безпека на Далекому Сході», ухваленій 7 липня 2005 року закликав Росію повернути Японії «окуповані території» — Південнокурильські острова.

## Острови Малої Курильської гряди
До складу Малої Курильської гряди входять острови Хабомай, що складаються з островів: Тараку, Харукарі, Шібоцу, Юрі, Акіюрі, Суйшьо, Кайґара, Моемошірі, Одоке та острови Кайба (складаюся з острова Тодо зі скелями Канакусо та Хокакі та острова Кабуто зі скелею Росок), та острів Сікотан з прилеглими островами і скелями: Ґоме, Осіма, Кодзіма, Камо, Комей та безіменний островів, загальною площею 264,13 км².
| Назва (укр.) | Назва (яп.) | Назва (рос.) | Площа, км² | Максимальна висота, м | Широта | Довгота | Зображення |
| ------------ | ----------- | ------------ | ---------- | --------------------- | ------ | ------- | ---------- |
|              |             |              |            |                       |        |         |            |
| Сікотан      | 色丹島      | Шикотан      | 252,8      | 405,0                 | 43°48′ | 146°45′ |            |
| Шібоцу       | 志発島      | Зелёный      | 58,72      | 24,7                  | 43°30′ | 146°08′ |            |
| Суйшьо       | 水晶島      | Танфильева   | 12,92      | 15,6                  | 43°26′ | 145°55′ |            |
| Тараку       | 多楽島      | Полонского   | 11,57      | 16,3                  | 43°38′ | 146°19′ |            |
| Юрі          | 勇留島      | Юрий         | 10,32      | 44,6                  | 43°25′ | 146°04′ |            |
| Акіюрі       | 秋勇留島    | Анучина      | 2,73       | 33,6                  | 43°22′ | 146°00′ |            |
| Кайба        | 海馬島      | Осколки      | 1,5        | 38,4                  | 43°35′ | 146°25′ |            |
| Осіма        | 大島        | Грига        | 1,26       | 70                    | 43°45′ | 146°47′ |            |
| Кодзіма      | 小島        | Айвазовского | 0,79       | 58,8                  | 43°44′ | 146°42′ |            |
| Харукарі     | 春苅島      | Дёмина       | 0,7        | 34,7                  | 43°25′ | 146°10′ |            |
| Одоке        | オドケ島    | Рифовый      | 0,12       | 3,6                   | 43°23′ | 145°52′ |            |
| Моемошірі    | 萌茂尻島    | Сторожевой   | 0,07       | 9,0                   | 43°23′ | 145°29′ |            |
| Кайґара      | 貝殻島      | Сигнальный   | 0,0007     | 2,0                   | 43°23′ | 145°51′ |            |

## Дивись також
- Хабомай.
- Проблема Північних територій.

| Японія | Це незавершена стаття з географії Японії. Ви можете допомогти проєкту, виправивши або дописавши її. |

| Росія | Це незавершена стаття з географії Росії. Ви можете допомогти проєкту, виправивши або дописавши її. |